# Henryk Świątkowski

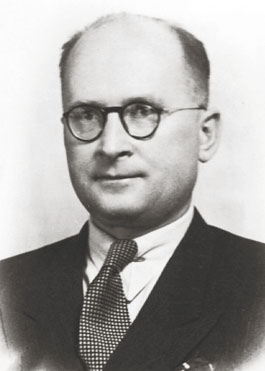
Henryk Świątkowski

Henryk Świątkowski (* 2. April 1896 in Dzierzążnia, Weichselland, Russisches Kaiserreich; † 22. März 1970 in Warschau) war ein polnischer Rechtsanwalt, Professor für Rechtswissenschaften an der Universität Warschau und Politiker (PPS, ab 1948 PZPR).
Świątkowski war vom 2. Februar bis zum 14. April 1945 Woiwode der ehemaligen Woiwodschaft Pommerellen. Von 1945 bis 1956 war er Justizminister unter der Krajowa Rada Narodowa. Zudem war er von 1952 bis 1956 Mitglied des Sejm und von 1945 bis 1950 Vorsitzender der Polnisch-Sowjetischen Freundschaft.

## Leben
Henryk Świątkowski wurde 1896 als Sohn von Leokardia Świątkowska und einem unbekannten Vater in dem Dorf Dzierzążnia in der Nähe Płońsk geboren. Ab 1907 besuchte er ein Gymnasium in Płońsk, an dem er auch seinen Abschluss ablegte. Während der Mittelschule nahm Świątkowski an einem geheimen Selbstlernkreis teil und leitete eine illegale Pfadfinderorganisation. Ab Herbst 1915 studierte Świątkowski Rechts- und Politikwissenschaften an der Universität Warschau. Zwischenzeitlich war Świątkowski in der polnischen Militärorganisation und in der akademischen Jugend der Bauernpartei PSL „Wyzwolenie“ tätig.

### Aktivitäten in der Zwischenkriegszeit
Nach seinem Studienabschluss war Świątkowski Lehrling im Bezirksgericht Warschau. Nach dem Abschluss seiner Richterprüfung arbeitete Świątkowski zunächst als Rechtsanwaltsanwärter in Warschau und später in Zamość. Zwischen 1925 und 1934 arbeitete er schließlich als Rechtsanwalt in Zamość und bis 1939 in Warschau, wobei er sich auf den Rechtsschutz von Kleinbauern und Landarbeitern konzentrierte.
1923 verteidigte Świątkowski 37 Kommunisten am Bezirksgericht Zamość, denen die Teilnahme am sogenannten Zamoyski-Aufstand vorgeworfen wurde. 1937 war Świątkowski Rechtsberater während eines Prozesses gegen kommunistische Aktivisten in Lublin.
Im Jahr 1923 trat Świątkowski in die Polnische Sozialistische Partei ein. Zwischen 1931 und 1934 war er dort Mitglied des Obersten Rates. Er war außerdem Mitglied im Hauptausschuss der Gesellschaft der Arbeiteruniversität. Świątkowski war Befürworter der Zusammenarbeit mit Kommunisten im Kampf gegen den Faschismus. 1928 und 1930 wurde Świątkowski über die PPS-Liste des Wahlbezirkes Zamość-Biłgoraj-Tomaszów Lubelski in den Sejm gewählt. Im Juli 1938 wurde Świątkowski in den Stadtrat von Warschau gewählt.
Świątkowski galt zudem als Aktivist des freidenkens. Er zählt zu den Mitbegründern des „Vereins zur Verteidigung der Gewissensfreiheit in Polen“ und der Monatszeitschrift „Wolność Sumienia“ („Freiheit des Wissens“). Świątkowski war Autor zahlreicher Monografien über religiöses Recht, die in verschiedenen polnischen Zeitschriften veröffentlicht wurden.

### Während der Zeit des Nationalsozialismus
Nach dem Überfall auf Polen im September 1939 blieb Świątkowski zunächst in Warschau und arbeitete als Rechtsberater. Am 12. Juli 1940 wurde er von der GeStaPo verhaftet und zunächst ins Pawiak und anschließend am 15. August 1940 in das Konzentrationslager Auschwitz gebracht, aus dem er am 8. Oktober 1941 wieder freigelassen wurde. Damals litt Świątkowski an Tuberkulose. 1943 und 1944 lehrte er Religionsrecht an der Höheren Schule der Methodistischen Kirche im Generalgouvernement.
Danach trat Świątkowski der RPPS bei. Ab Mai 1944 war er Mitglied des Obersten Rates und Mitglied der Krajowa Rada Narodowa. Zu dieser Zeit kämpfte Świątkowski als Erziehungsoffizier während des Warschauer Aufstandes in den Reihen der polnischen Volksarmee in Śródmieście. Nach dem Fall des Aufstandes im Oktober 1944 kam Świątkowski mit einigen RPPS-Aktivisten in die Region Podhale und arbeitete in der Partisaneneinheit der polnischen Volksarmee auf dem Turbacz.

### Woiwode in Pommern
Ende Januar 1945 wurde Świątkowski Leiter einer Regierungsgruppe, die nach dem Zweiten Weltkrieg die Kommunalverwaltung in Pommern wiederherstellen sollte. Am 2. Februar 1945 kam die Gruppe in Toruń, der damaligen Hauptstadt Pommerns an. Am selben Tag wurde Świątkowski Woiwode von Großpommerellen. Am 2. März 1945 wurde die Hauptstadt Pommerns von Toruń nach Bydgoszcz verlegt.
Am 11. Februar 1945 schlug Świątkowski die Gründung der Universität Toruń vor und war ab dem 13. April desselben Jahres Mitglied des Organisationskomitees der Universität. Am 14. April 1945 war er Mitautor einer Resolution zur Gründung der Universität. Ziel der Neugründung war es, die Verluste der Universitäten in Vilnius und Lemberg auszugleichen.

### Zeit als Justizminister
Im Mai 1945 wurde Świątkowski Justizminister in der Regierung Krajowa Rada Narodowa und blieb bis April 1956 in dieser Funktion. 1945 wurde er mit der Untersuchung des Massakers von Katyn beauftragt.
Während Świątkowskis Zeit als Justizminister wurde die Vereinheitlichung des Familienrechts und des Zivilstandsrechts vollzogen. Zudem wurde die Kodifizierung des Straf- und Zivilrechts begonnen. Świątkowski war auch Mitglied Komitees für den Entwurf einer neuen Verfassung. Gleichzeitig wurden während seiner Amtszeit allerdings auch Oppositionsaktivisten durch die Justiz unterdrückt.

### Wissenschaftliche Tätigkeiten
Am 30. April 1947 wurde Świątkowski zum Professor für Religionsrecht an der Rechtsfakultät der Universität Warschau ernannt. Des Weiteren war Świątkowski Mitglied des Slawisches Komitees in Polen. Danach leitete er die Abteilung für Agrarrecht und zwischen 1958 und 1962 war Świątkowski Dekan der Rechtsfakultät der Universität Warschau.
Trotz seiner Emeritierung 1966 setzte Świątkowski seine akademischen Tätigkeiten fort. Er arbeitete mit dem Institut der Polnischen Akademie der Wissenschaften zusammen und war Mitglied dessen wissenschaftlichen Rates. Zudem war Świątkowski Mitbegründer der Vereinigung der polnischen Rechtsanwälte und der Vereinigung der Atheisten und Freidenker.

### Politische Aktivitäten in der PPS und PZPR
Am 25. Februar 1945 wurde Świątkowski zum Obersten Rat der PPS gewählt. Bis September 1946 war er zudem Vorsitzender des Parteigerichts. Zwischen 1945 und 1948 saß Świątkowski ununterbrochen in den obersten Behörden der PPS. Von Mai bis Dezember 1948 war er Vorsitzender des Zentralkomitees der PPS. Świątkowski galt als Befürworter einer Zusammenarbeit mit der Polnischen Arbeiterpartei und befürwortete die Absetzung von Gegnern der Einheitsfront.
Auf dem Vereinigungskongress der Polnischen Arbeiterpartei und der PPS im Dezember 1948 wurde Świątkowski in das Zentralkomitee der neu entstandenen Polnischen Vereinigten Arbeiterpartei gewählt. In diesem Ausschuss saß er bis März 1954. Zudem war er Mitglied des Politbüros der PZPR. Von 1945 bis 1950 war Świątkowski Vorsitzender im Hauptausschuss der Polnisch-Sowjetischen Freundschaft.
Henryk Świątkowski war ab 1919 mit Jadwiga Świątkowska verheiratet und hatte drei Töchter. Er starb am 22. März 1970 kurz vor seinem 74. Geburtstag in Warschau. Świątkowski wurde auf dem Powązki-Militärfriedhof in Warschau beerdigt.

## Ehrungen
Henryk Świątkowski erhielt im Laufe seiner Tätigkeiten verschiedene Auszeichnungen. 1946 wurde er mit dem Orden der Wiedergeburt Polens Ersten und Zweiten Grades ausgezeichnet. Er erhält zudem die Warschau-Medaille sowie das Goldene Abzeichen des verdienten Aktivisten der polnischen Anwaltsvereinigung. In Warschau ist eine Straße nach Świątkowski benannt.

## Werke
- Ochrona pracy robotników rolnych, Warschau 1937
- Wyznania religijne w Polsce te szczególnym uwzględnieniem ich stanu prawnego. Cz. I Wyznania i związki religijne, Warschau 1937
- Z praktyki sądów konsystorskich, Warschau 1938
- Stan prawny Polskiego Autokefalicznego Kościoła Prawosławnego, Warschau 1939
- Stosunek państwa do kościoła w różnych krajach, Warschau 1952
- Wyznaniowe prawo państwowe. Problematyka prawa wolności sumienia w PRL, Warschau 1962
- Prawo rolne, Warschau 1966